# Andrena longibarbis
Andrena longibarbis är en biart som beskrevs av Pérez 1895. Andrena longibarbis ingår i släktet sandbin, och familjen grävbin. Inga underarter finns listade i Catalogue of Life.